# Cyrtandra herbacea
Cyrtandra herbacea är en tvåhjärtbladig växtart som beskrevs av Margaret Clark Gillett. Cyrtandra herbacea ingår i släktet Cyrtandra och familjen Gesneriaceae. Inga underarter finns listade i Catalogue of Life.